# D'Entrecasteaux (aviso)
Pour les autres navires du même nom, voir D'Entrecasteaux.
Le D'Entrecasteaux était un aviso colonial de la classe Bougainville en service dans la Marine française.

## Carrière
Sa construction commence en 1929 aux Chantiers et Ateliers de Provence de Port de Bouc. Mis à flot le 22 juin 1931, armé définitivement à Lorient, il part en campagne en Atlantique, dans le Pacifique en 1933 et sur les bancs de Terre-Neuve en 1934. 
Au début de la Seconde Guerre mondiale, il se trouve à Casablanca. Il quitte le Maroc pour le Sénégal le 5 septembre 1940, puis participe à la défense de Dakar du 23 au 25 septembre. 
Le 6 mai 1942, il est gravement avarié par les Anglais en défendant la base de Diégo-Suarez, durant la bataille de Madagascar. Il s'échoue en flamme à la baie des Cailloux Blanc. 16 hommes d'équipage sont tués au cours de cette bataille. 
Renfloué le 3 avril 1943, et réparé, il rallie les forces alliées. En 1944, il navigue dans l'océan Indien (Diégo-Suarez, Aden, Djibouti). Le 4 août 1944, il rallie Bizerte puis est mis en réserve. Il est rayé des listes le 19 octobre 1948 puis démoli à Bizerte.